# Geschichte Afghanistans seit 2001
Die Geschichte Afghanistans seit 2001 umfasst die Entwicklung der Islamischen Republik Afghanistan beginnend vom Oktober 2001.
Durch die Terroranschläge am 11. September 2001 in den Vereinigten Staaten wurde Afghanistan zum Schauplatz und zum militärisch Beteiligten des Afghanistankrieges. Der Abzug der westlichen Truppen, insbesondere der Abzug der US-Truppen im Jahr 2021, ermöglichte den Taliban innerhalb von einigen Monaten eine Provinz nach der anderen zu erobern und im August 2021 auch die Hauptstadt Kabul einzunehmen (Vormarsch der Taliban in Afghanistan 2021). Am 6. September 2021 nahmen sie als letzte Provinz Pandschschir ein. Die Taliban wiedererrichteten nach der Einnahme Afghanistans das Islamische Emirat Afghanistan.

## Zur Vorgeschichte
1989 hatte in Afghanistan ein Bürgerkrieg begonnen. 1994 hatten erstmals Kämpfer in den Bürgerkrieg eingegriffen, die im Oktober 1997 das „Islamische Emirat Afghanistan“ (IEA) ausriefen. Die Milizen der im September 1996 als Verteidigungsbündnis früherer Bürgerkriegsparteien gegründeten Nordallianz waren 2001 in einer militärisch aussichtslosen Lage. Die US-geführte Militäroperation Enduring Freedom unterstützte die Nordallianz 2001 gegen internationale Kämpfer al-Qaidas und gegen weitere islamistische Gruppen, im Wesentlichen durch Luftangriffe gegen Stellungen der Taliban.
Anschließend kehrten über eine Million afghanischer Flüchtlinge aus dem benachbarten Iran und Pakistan nach Afghanistan zurück und der Aufbau staatlicher Institutionen und der Wirtschaft begann. Die Besiegten flohen ins benachbarte Pakistan, wo die Taliban die Quetta Shura gründeten. Zusammen mit weiteren Gruppierungen nahmen sie ab 2003 den Kampf gegen die afghanische Bevölkerung, die afghanischen Institutionen und ausländische militärische und zivile Unterstützer Afghanistans wieder auf, mit dem Ziel, erneut das „Islamische Emirat Afghanistan“ zu errichten.

## Politik
Im Dezember 2001 trafen sich Führer der Nordallianz sowie afghanischer Exilgruppen auf der Petersberger Konferenz in Bonn, wo sie sich auf das sogenannte „Petersberger Abkommen“ einigten, das einen Stufenplan zur Demokratisierung des Landes sowie die Bildung der „Afghan Interim Authority“, bestehend aus einer Übergangsverwaltung, dem Obersten Gerichtshof und einer unabhängigen Kommission zur Einberufung einer außerordentlichen Loja Dschirga. Vorsitzender der Übergangsverwaltung wurde Hamid Karzai, Außenminister wurde Abdullah Abdullah, Verteidigungsminister Mohammed Fahim und Innenminister der Delegationsleiter Junus Ghanuni. Neben diesen Vertretern der Nordallianz konnten Vertreter der Rom-Gruppe um Ex-König Mohammed Sahir Schah Positionen besetzen.
Im Juni 2002 rief die Übergangsverwaltung eine landesweite außerordentliche Loja Dschirga mit etwa 1500 Delegierten ein, die in einem großen Zelt auf dem Campus der Polytechnischen Hochschule Kabul stattfand. Die Delegierten waren entweder durch Wahlen in den verschiedenen Landesteilen bestimmt worden oder von politischen, kulturellen oder religiösen Gruppen entsandt. Kritisiert wurde insbesondere, dass auch ehemalige Warlords eingeladen wurden. Das Ergebnis der Loja Dschirga war, dass die „Afghan Transitional Authority“ mit Karzai als Übergangspräsident die „Afghan Interim Authority“ ersetzte. Am 5. September 2002 wurde in Kandahar der erste Anschlag auf Karzai verübt; der Schütze war in eine Uniform der afghanischen Armee gekleidet.
Am 5. Oktober 2002 wurde eine Verfassunggebende Kommission aus neun Personen gebildet. Am 7. Mai 2003 ernannte Karzai eine 35-köpfige Constitution Commission, die die Arbeit an der Verfassung übernahm und sich auch bei mehreren Gelegenheiten mit der Öffentlichkeit beriet. Ende 2003 wurde eine verfassunggebende Loya Dschirga unter der Leitung von Karzai einberufen. Sie bestand aus 502 Delegierten, darunter 114 Frauen. Zu ihren Aufgaben gehörte unter anderem, über die neue Verfassung für Afghanistan zu beraten. Am 4. Januar 2004 verabschiedete die Loja Dschirga die neue Verfassung.
Am 9. Oktober 2004 fand eine Präsidentschaftswahl statt, bei der Karzai zum Präsidenten gewählt wurde. Im September 2005 wurde das Unterhaus gewählt. Am 19. Dezember konstituierten sich das Unterhaus und das Oberhaus (Meschrano Dschirga).
Im August 2009 kandidierte Karzai bei der Präsidentschaftswahl 2009 erneut als Staatspräsident. Ein gewichtiger Kandidat war Abdullah Abdullah, der, nachdem eine Beschwerdekommission hunderttausende Stimmen für ungültig erklärte, Karzai in eine Stichwahl zwang. Sechs Tage vor der geplanten Stichwahl erklärte Abdullah Abdullah seinen Boykott der Abstimmung und Karzai wurde zum Staatspräsidenten ernannt.
Auf der Dschirga in Kabul 2010 wurde ein Friedens- und Reintegrationsprogramm (APRP), das Kämpfern der Aufständischen unter bestimmten Bedingungen Straffreiheit zusicherte, beschlossen. Im Oktober 2010 gründete Karzai mit internationaler Unterstützung einen Friedensrat, der sich auf die Beschlüsse der Dschirga bezog. Im September 2011 wurden Burhānuddin Rabbāni, zuletzt Vorsitzender des Hohen Friedensrats in Afghanistan, und weitere Personen von einem Selbstmordattentäter getötet. Rabbani sollte mit „moderaten“ Taliban Verhandlungen führen. Es ist unklar, wer den Attentäter schickte.

## Sicherheit

### Die afghanischen Sicherheitskräfte
Nachdem der Warlord Mohammed Fahim im Dezember 2001 tausende Kämpfer nach Kabul gebracht hatte, wurde er von der provisorischen Regierung von Hamid Karzai 2002 zum Verteidigungsminister Afghanistans ernannt. Mehrere tausend seiner Kämpfer und einige seiner Offiziere traten in die neu gegründete Afghanische Nationalarmee (ANA) ein.
Auf der in Tokio tagenden Afghanistan-Konferenz wurde am 21./22. Januar 2002 die Koordination des Aufbaus von afghanischen Institutionen einzelnen Führungsnationen („lead nation“) zugeordnet. Die Vereinigten Staaten bekamen die Zuständigkeit für den Aufbau der Afghanischen Nationalarmee; Deutschland die für den Aufbau der Afghanischen Nationalpolizei. Ergänzend wurde ein Programm zur Demobilisierung, Entwaffnung und Reintegration („Disband, Disarm, Reintegrate“ = DDR) ehemaliger Milizen aufgelegt, für das Japan, in Zusammenarbeit mit der UNAMA, die Verantwortung übertragen bekam. Von Oktober 2003 bis zum 7. Juli 2005 durchliefen 63.000 Kämpfer das Programm, wobei 35.000 leichte Waffen und 9000 schwere Waffen eingesammelt wurden.
| Armee   | 6.000 | 24.000 | 26.000 | 36.000 | 50.000 | 68.000    | 100.000   | 150.000   | 180.000   |
| Polizei | 0     | 33.000 | 40.000 | 49.700 | 75.000 | 80.000    | 95.000    | 117.000   | 144.000   |
| Jahr    | 2003  | 2004   | 2005   | 2006   | 2007   | Okt. 2008 | Dez. 2009 | Dez. 2010 | Dez. 2011 |

Am 2. Dezember 2002 verkündete Hamid Karzai, damals Präsident der provisorischen afghanischen Regierung, eine 70.000 Mann starke Armee aufzustellen. Von Seiten der USA wurde von Anfang an darauf gedrungen, dass besonders die zwei bestimmenden Ethnien, die Paschtunen und die Tadschiken, in ähnlicher Größenordnung, sowohl in den Offiziersrängen als auch bei den Mannschaften der Armee und der Polizei, vertreten sind. Obwohl die Paschtunen 44 Prozent und die Tadschiken 25 Prozent der afghanischen Bevölkerung ausmachen, stellen beide Ethnien Anfang 2011 in beiden Institutionen je etwa 40 Prozent. Bei der ANA beträgt der Anteil an Soldaten knapp unter 30 Prozent, während der Anteil der Offiziere bei 41 Prozent liegt.
Die ersten zwei Direktoren des afghanischen Inlandsgeheimdienstes waren im Geheimdienst der Nordallianz aktiv gewesen, während der im Juli 2010 ernannte Direktor Rahmatullah Nabil zuvor Leiter der Sicherheit des Präsidentenpalastes war und während der Herrschaft der Taliban für die UN arbeitete.
Damit einzelne Dorfgemeinschaften sich selbst gegen Aufständische verteidigen können, wurde ab August 2010 die dem Innenministerium unterstellte Afghan Local Police aufgestellt.

#### Aufstandsbekämpfung

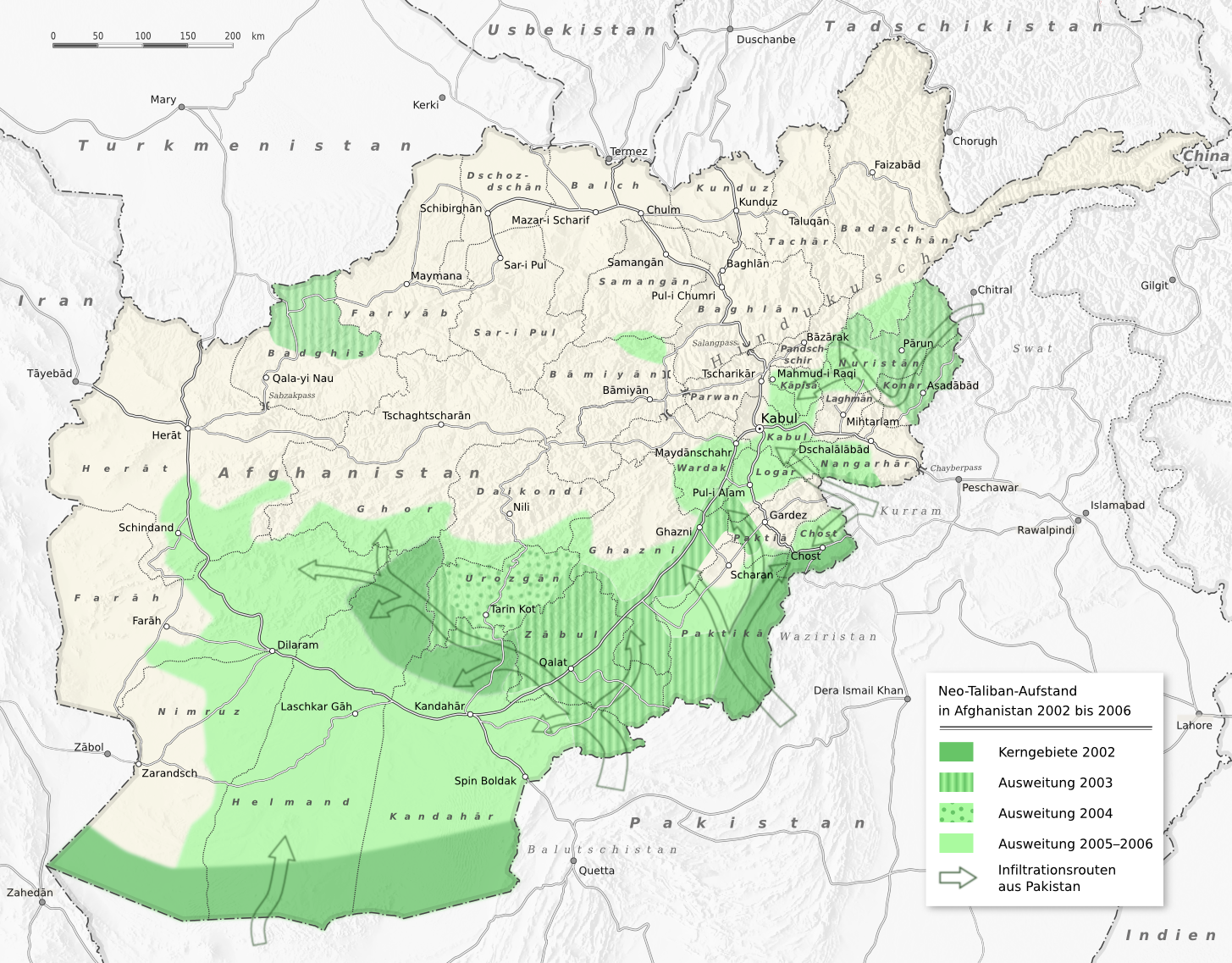
Talibangebiete von 2003 bis 2006

In den Jahren von 2003 bis 2005 expandierten die Taliban aus ihren Rückzugsgebieten in Pakistan in von Paschtunen besiedelte Landesteile Afghanistans, wobei sie die Kontrolle über große Teile einiger Provinzen gewinnen konnten. In dieser Zeit kam die von den Vereinigten Staaten verantwortete Ausbildung von Rekruten der ANA kaum voran, da deren Aufmerksamkeit von der Besetzung des Irak in Beschlag genommen war. Das erste Korps der ANA, das 201. Korps, wurde 2003 in der Nähe der Hauptstadt Kabul gegründet. Am 19. September 2004 wurde das erste regionale Hauptquartier in Kandahar, für das dort stationierte 205. Korps, eingeweiht.
Im Dezember 2004 wurde der Paschtune Abdul Rahim Wardak zum Verteidigungsminister ernannt, er ersetzte den Tadschiken Mohammed Fahim.

“The Army is conducting counter-insurgency operations with Coalition forces, stability operations, delivering support to elections and humanitarian support to the people.”

„Die Armee bekämpft zusammen mit Koalitionsstreitkräften bewaffnete Aufstände, führt Stabilisierungsoperationen aus, leistet Hilfe bei den Wahlen und humanitäre Unterstützung für die Bevölkerung.“

Die Ausbildung von Armee und Polizei liegt weitgehend bei den Vereinigten Staaten und der NATO. Die Vereinigten Staaten nennen ihre Trainerteams Embedded Training Teams (ETT) und Police Mentoring Teams (PMT). Die NATO nennt ihre Teams offiziell Operational Mentor and Liaison Teams (OMLT) und Police Operational Mentor and Liaison Teams (POMLT).
In den größeren NATO/ISAF-Operationen gegen die Aufständischen sind stets Einheiten der ANA beteiligt. Seit 2011 werden auch zusammen mit der ANA Operationen vorbereitet, durchgeführt und nachbereitet. Mit zunehmender Größe der ANA und mit einer besseren Ausbildung, besseren Bezahlung und besseren Bewaffnung der Soldaten stieg auch die Bedeutung für die Aufstandsbekämpfung. Es wurde ein Rating-System entwickelt, um den Ausbildungsstand von afghanischer Armee und Polizei auszudrücken. In einem im März 2011 veröffentlichten Bericht heißt es:

“75 percent of ANP units in key terrain districts were rated as either “Effective with Advisors” or “Effective with Assistance,” although none were yet rated as independent. In the ANA, 74 percent of battalion-sized units were now rated as “Effective with Advisors” or “Effective with Assistance”, (…) In early 2010, the ANSF comprised just 30 percent of committed forces in Operation Moshtarak in Helmand Province; six months later, in Operation Hamkari in Kandahar Province, the ANSF comprised approximately 60 percent of overall forces.”

„75 Prozent der ANP-Einheiten in Schlüssel-Bezirken wurden bewertet entweder als „Effektiv mit Berater“ oder „Effektiv mit Unterstützung“, während keine Einheiten als unabhängig bewertet wurden. In der ANA wurden 74 Prozent der Einheiten in Battalionsgröße bewertet mit „Effektiv mit Berater“ oder „Effektiv mit Unterstützung“ (…) Anfang 2010 stellten die ANSF (ANSF: Afghan National Security Forces) bei der Operation Muschtarak in der Provinz Helmand 30 Prozent der Truppen; sechs Monate später stellte ANSF bei der Operation Hamkari in der Provinz Kandahar 60 Prozent der Truppen.“

#### Gefallene afghanische Sicherheitskräfte
| Nationalarmee                                                                                            | 209  | 226   | 282  | 519  | 325    |
| Nationalpolizei                                                                                          | 803  | 880   | 646  | 961  | 830    |
| Jahr | 2007 | 2008* | 2009 | 2010 | 2011** |
| Hinweis: 2008* nur bis Oktober. 2011** nur bis Juli. Weitere Hinweise zu den Zahlen in Quelle vorhanden. |      |       |      |      |        |

#### Finanzierung
Die Finanzierung der afghanischen Sicherheitskräfte geschieht zum größten Teil über Fonds. Die Vereinigten Staaten bringen über den Afghanistan Security Forces Fund (ASFF) 2010 etwa 10 Milliarden US-Dollar auf. Für weitere Geldgeber gibt es den NATO ANA Trust Fund und den Law and Order Trust Fund Afghanistan (LOTFA). Die afghanische Regierung investierte 2010/11 30 Prozent des nationalen Budgets in die Finanzierung der Sicherheitskräfte, was einem Betrag von 455 Millionen US-Dollar entspricht.

### Die ausländischen Sicherheitskräfte
Die US-geführte Operation Enduring Freedom (OEF) kam mit relativ wenigen Soldaten aus, erst 2006 wurde die Schwelle von 20.000 US-Soldaten und im April 2009 die Schwelle von 40.000 US-Soldaten, unter dem Mandat von OEF und International Security Assistance Force (ISAF), überschritten.
Parallel zu OEF wurde auf Bitten Afghanistans am 20. Dezember 2001 im Sicherheitsrat der Vereinten Nationen mit der Resolution 1386 (2001) ein auf sechs Monate begrenztes Mandat zur Aufstellung einer Internationalen Sicherheitsunterstützungstruppe in Afghanistan erlassen.

“As the member of the Interim Administration responsible for foreign affairs, I should like to inform the Council that, taking into account all relevant considerations, an international security force could be deployed under Chapters VI or VII of the Charter.”

„Als das für Außenpolitik zuständige Mitglied der Übergangsregierung informiere ich den Sicherheitsrat, unter Berücksichtigung aller relevanten Überlegungen, dass eine internationale Sicherheitstruppe nach Kapitel VI oder VII der UN-Charta aufgestellt werden kann.“

Die Resolution 1386 legt fest, dass ISAF nach Kapitel 7 der Charta der Vereinten Nationen aufgestellt wird. Damit ist die Anwendung von Waffengewalt zur Erfüllung der Resolution erlaubt.
Am 4. Januar 2002 wurde zwischen ISAF und der afghanischen Übergangsregierung eine Vereinbarung über die konkrete Ausgestaltung des Einsatzes geschlossen.
Ab 2009 stieg die Zahl ausländischer Truppen stark an, im Juni 2011 waren über 130.000 Soldaten (fast 100.000 US-Soldaten) in Afghanistan stationiert. Hinzu kommen noch tausende zivile Berater und Söldner.
Im Juli 2021 endete der NATO-Einsatz, US-amerikanische und türkische Soldaten befanden sich noch bis zum 30. August 2021 unter nationalem Kommando in Afghanistan, zuletzt am Flughafen Kabul.

## Bevölkerung

### Flüchtlinge
Mehr als 1 Million afghanischer Flüchtlinge kehrten nach dem Krieg aus Flüchtlingslagern in den Nachbarstaaten Afghanistans zurück, hauptsächlich Pakistan und Iran, wobei unter anderem Nahrung, Dünger und Saatgut zu verteilen war. Die Unterstützungsmission der Vereinten Nationen in Afghanistan (UNAMA) koordinierte die Bemühungen anderer UN-Organisationen (wie z. B. dem UNHCR) und der nationalen und internationalen NGOs und kooperierte mit der afghanischen Übergangsregierung.

### Getötete und verletzte Zivilisten
Die UNAMA berichtete, dass 2007 1523 Zivilisten getötet wurden. Die Verursacher für 629 Tote waren Verteidiger der afghanischen Regierung. 2008 wurden 2118 Zivilisten getötet, wobei Aufständische die Verursacher für 1160 Tote (55 Prozent) und Verteidiger der afghanischen Regierung die Verursacher für 828 Tote (39 Prozent) waren. Bei 130 Toten war es nicht feststellbar. Die meisten von Verteidigern der afghanischen Regierung verursachten Toten starben bei Luftangriffen, 552 Tote 2008. Bei den Aufständischen waren 2007 Unkonventionelle Spreng- und Brandvorrichtung das Mittel für 725 Tote und gezielte Tötungen gab es 271 mal. 2008 starben 1297 Menschen bei Sprengstoffanschlägen und 146 Menschen bei Selbstmordattentate. 843 Sprengfallen konnten vor der Detonation entschärft werden. Nach Angaben von UNICEF gab es Angriffe auf Schulen und andere Ausbildungsstätten 2007 236 mal und 2008 293 mal. 2008 wurden 38 Helfer, fast alle von NGOs, getötet.
Nach einem Bericht der UNAMA wurden 2010 2777 Menschen getötet, 15 Prozent mehr als 2009. 2080 Tote (75 Prozent) wurden von Aufständischen getötet, wobei Sprengfallen für 1141 Tote und gezielte Tötungen für 462 Tote ursächlich waren. Die Hälfte aller gezielten Tötungen passierten in Südafghanistan. Die Verteidiger der afghanischen Regierung verursachten 440 Tote (16 Prozent), wobei Luftangriffe für 39 Prozent die Ursache waren.
Im Jahr 2014 starben bis Ende November 3188 Zivilisten (19 % mehr als im Vorjahr), 6429 wurden verletzt. Insgesamt starben im Jahr 2014 nach Angaben der UN-Mission "Unama" 3699 Zivilisten (+22 % gegenüber 2013), weitere 6849 Menschen wurden verwundet (+21 % gegenüber 2013). Verantwortlich dafür sollen zu 72 % Taliban und diverse konkurrierende Warlords, zu 12 % die afghanischen Streitkräfte sein. Im Jahr 2015 starben mindestens 3545 Zivilisten, 7457 wurden verletzt (62 % Taliban, 36 % afghanische Armee, Polizeikräfte etc., 2 % NATO) (11 % Frauen, 26 % Kinder).
Im Jahr 2017 wurden in Afghanistan laut Angaben der Vereinten Nationen rund 10.000 Zivilisten während Anschlägen oder Kampfhandlungen getötet oder verletzt.

## Wirtschaft
Am 7. Oktober 2002 begann die Ausgabe einer neuen Währung, die neuen Afghani ersetzten im Umtauschverhältnis von 1:1000 die alten Afghani und im Umtauschverhältnis von 1:2000, die Afghani der Nordallianz.
Anfang September 2010 kam es zu einem Bank Run beim größten Kreditinstitut Afghanistans, der Kabul Bank. Mitte September übernahm die afghanische Zentralbank die Kontrolle über die Bank und Untersuchungen gegen zwei Bankdirektoren und Anteilseigner der Bank wurden eingeleitet. Im Januar 2011 stellte sich heraus, dass bei der Kabul Bank durch Betrügereien und Misswirtschaft Verluste in der Höhe von ungefähr 900 Millionen US-Dollar entstanden sind. Im April 2011 nannte der Zentralbankchef Abdel Kadir Fitrat die ermittelten Begünstigten. Im Juni setzte sich der Zentralbankchef in die USA ab, weil er in Afghanistan um sein Leben fürchte, ein Sprecher des afghanischen Präsidenten Karzai verurteilte den Schritt als „Landesverrat“.
Das bedeutendste Exportprodukt Afghanistans war Opium, das 2005/2006 etwa drei Milliarden US-Dollar einbrachte oder ein Drittel des Bruttosozialproduktes Afghanistans. Im Frühjahr 2010 vernichtete eine Pflanzenkrankheit ein Drittel der Opiumproduktion im Süden des Landes, eine ähnliche Krankheit war vor vier Jahren im Norden aufgetaucht. Nachdem die Taliban im August 2021 die Macht wieder errungen haben verboten sie im April 2022 die Opiumproduktion die Produktion ging laut Angaben der UNODC um 95 % zurück. Im Jahr 2022 betrug die Produktion von Opium ein Drittel der landwirtschaftlichen Produktion des Landes, die Einnahmen sanken von 1,36 Mrd. US-Dollar auf etwa 110 Mio. US-Dollar.

## Naturkatastrophen
Afghanistan liegt in einem tektonisch aktiven Gebiet.

### Erdbeben im Mai 1998
Im Norden Afghanistans ereignete sich 30. Mai 1998 um 06:22 UTC in der Provinz Takhar mit einer Stärke von 6,5 und einer maximalen Mercalli-Intensität von VII (sehr stark). Zum Zeitpunkt der Naturkatastrophe war der erste afghanische Bürgerkrieg im Gange; das betroffene Gebiet wurde von der Vereinigten Islamischen Front zur Rettung Afghanistans („Nordallianz“) kontrolliert. Rund 4.000 starben.

### Erdbeben im Oktober 2023
Am 8. Oktober erschütterten mindestens acht kurz aufeinanderfolgende Beben die Provinz Herat in der Grenzregion zwischen dem Iran und Afghanistan. Das erste Beben gegen 11:00 Uhr Ortszeit (06:30 Uhr UTC) hatte eine Stärke von 6,3; es folgten Nachbeben, deren geringste Stärke 4,6 war (Angaben laut USGS). Das Zentrum lag in einer geringen Tiefe von rund 10 km in der Region rund 40 km nordwestlich der afghanischen Grenzstadt Herat.
Nach Angaben der herrschenden Taliban wurden über 2.000 Menschen getötet. Die Erdstöße haben laut ihren Aussagen mehrere Dörfer zerstört und Menschen unter den Trümmern ihrer Häuser begraben.